# Jehan de Lescurel
Jehan de Lescurel (f. 23 de mayo de 1304), también conocido como Jehannot de Escurel, fue un poeta y compositor de la Edad Media. 

## Vida
Poco se sabe de su vida salvo que fue hijo de un mercader de París, que probablemente recibió educación musical en la Catedral de Notre Dame y que fue colgado el 23 de mayo de 1304 junto con otros tres clérigos de Notre Dame, incluyendo Oudinet Pisdoé, por corrupción y por crímenes contra las mujeres (Hoppin, p. 383).
Fue una figura de transición desde el periodo de los troveros hasta el ars nova. Su estilo lírico se aproxima más a los compositores del último periodo.

## Obra
Su música se conserva en el mismo manuscrito que uno de los que contiene el Roman de Fauvel (París, Bibliothèque Nationale, fonds français 146). La mayoría de sus composiciones son canciones monofónicas en el estilo de los troveros. Sólo una de sus 34 piezas es polifónica, aunque escribió otras piezas que se han perdido. El manuscrito incluye 5 virelayes, 15 ballades, 11 rondeaux y 2 diz entés. Uno de los rondeaux aparece en versión polifónica y monofónica. Los diz entés son extensos poemas, con un estribillo diferente al final de cada estrofa. El estilo de las canciones es más cercano a los compositores del siglo XIV que a los del siglo XIII. 
Las obras son las siguientes:
Ballades:
- Abundance de felonnie
- Amour, voulés vous acorder?
- Amours, aus vrais cuers commune
- Amours, cent mille merciz
- Amours, que vous ai meffait
- Amours, trop vous doi cherir
- Belle, com loiaus amans
- Bien se pëust apercevoir
- Bonne Amour me rent
- Bontés, sen, valours et pris
- Comment que, pour l'eloignance
- Dame gracìeuse et belle
- D'amour qui n'est bien celée
- De la grant joie d'amours
- Fi, mesdisans esragié

Rondeaux:
- A vous, douce debonnaire (polifónica)
- A vous, douce debonnaire (monofónica)
- Belle et noble, a bonne estrainne
- Biétris est mes delis
- Bonnement m'agrée
- Dame, par vo dous regart
- Dame, s'il vous vient a gré
- De gracieuse dame amer
- Diex, quant la verrai
- Douce dame, je vous pri
- Douce desirrée
- Guilleurs me font mout souvent

Virelayes:
- Bien se lace
- Dame, vo regars m'ont mis en la voie
- Dis tans plus qu'il ne faudroit flours
- Douce Amour, confortez moi
- Gracìeusette

Diz entés:
- Gracìeus temps est, quant rosier
- Gracìeuse, faitisse et sage

## Discografía
- Fontaine de grace. Jehan de Lescurel. Ballades, virelais et rondeaux. Ensemble Gilles Binchois. Dominique Vellard. (dir.). Virgin Veritas 7243 5 45066 2 8. 1995